# جيمي جاي
جيمي جاي (بالإنجليزية: Jimmy Jay)‏ هو لاعب كرة قدم بريطاني (وحمل سابقاً جنسية المملكة المتحدة لبريطانيا العظمى وأيرلندا) في مركز نصف الجناح، ولد في يوليو 1879 في المملكة المتحدة، وتوفي في 1927 في برستل في المملكة المتحدة. لعب مع نادي بريستول سيتي ونادي برينتفورد.